# إذاعة البطنان المحلية

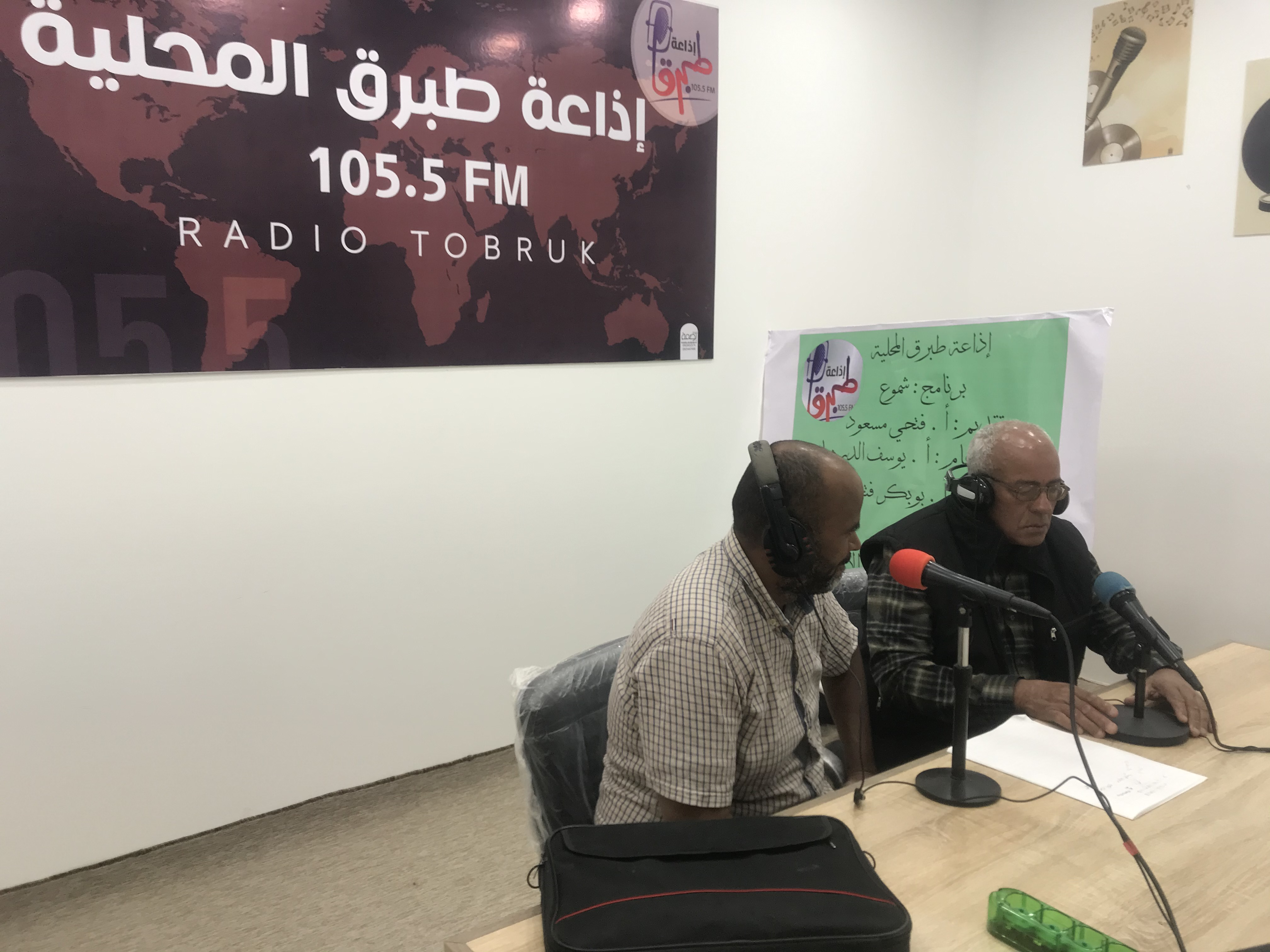
إستديو إذاعة طبرق المحلية 2022م

إذاعة البطنان المحلية أو إذاعة طبرق المحلية هي إذاعة محلية تعمل في نطاق مدينة طبرق شرق ليبيا وكان أول بث تجريبي لإذاعة طبرق في21 أغسطس 1999م. وتعد إذاعة طبرق ثالث إذاعة محلية ليبية تؤسس في مدينة طبرق بعد إذاعتي طرابلس وبنغازي، شهدت إذاعة طبرق تحولات وتبدلات في مسارها منذ التأسيس، فبعد أن كانت تحت ظل نظام حكم القذافي، أحرق مبناها في أحداث ثورة 17 فبراير وانتقل مشغلوها إلى مقر بديل وأعلنوا انضمامهم لثورة فبراير فأطلق عليها «صوت الثورة الأول» كونها تعد من أوائل الإذاعات المحلية المنشقة عن نظام القذافي. وأنشأت مجموعة أخرى من إذاعيي إذاعة البطنان المحلية عقب اندلاع أحداث فبراير عام 2011 «إذاعة 17 فبراير» وهي موازية لإذاعة طبرق آنذاك واتخذت من المقر السابق لإذاعة البطنان المحلية مقرا لها.

## التأسيس
تأسست إذاعة البطنان المحلية في عام 1999م وبدأت البث التجريبي يوم 21 أغسطس 1999م. وتم الافتتاح الرسمي لإذاعة البطنان في يوم 1 سبتمبر 1999 وبدأت برامجها بفترتين صباحية ومسائية مقسمة على ساعتين صباحا ومساء. من برامجها آنذاك «نسمات الصباح» صباحا، وبرنامج «أوتار المساء» مساء.

## الإدارة والتبعية
في بداية تأسيس إذاعة البطنان كانت التبعية الإدارية إلى أمانة اللجنة الشعبية للإعلام والتعبئة (وزارة الإعلام). انتقلت تبعيتها بعد ذلك إلى الهيئة العامة لإذاعات الجماهيرية وبعد أحداث ثورة فبراير عام 2011 انتقلت تبعيتها إلى قناة الوطنية في طرابلس. أول مدير لإذاعة البطنان منذ تأسيسها إسماعيل ارحومة عبد الجواد ووقتها يشغل منصب أمين اللجنة الشعبية للإعلام والثقافة شعبية البطنان (بلدية طبرق).حاليا وإلى عام 2022 مدير إذاعة طبرق يوسف إبراهيم.

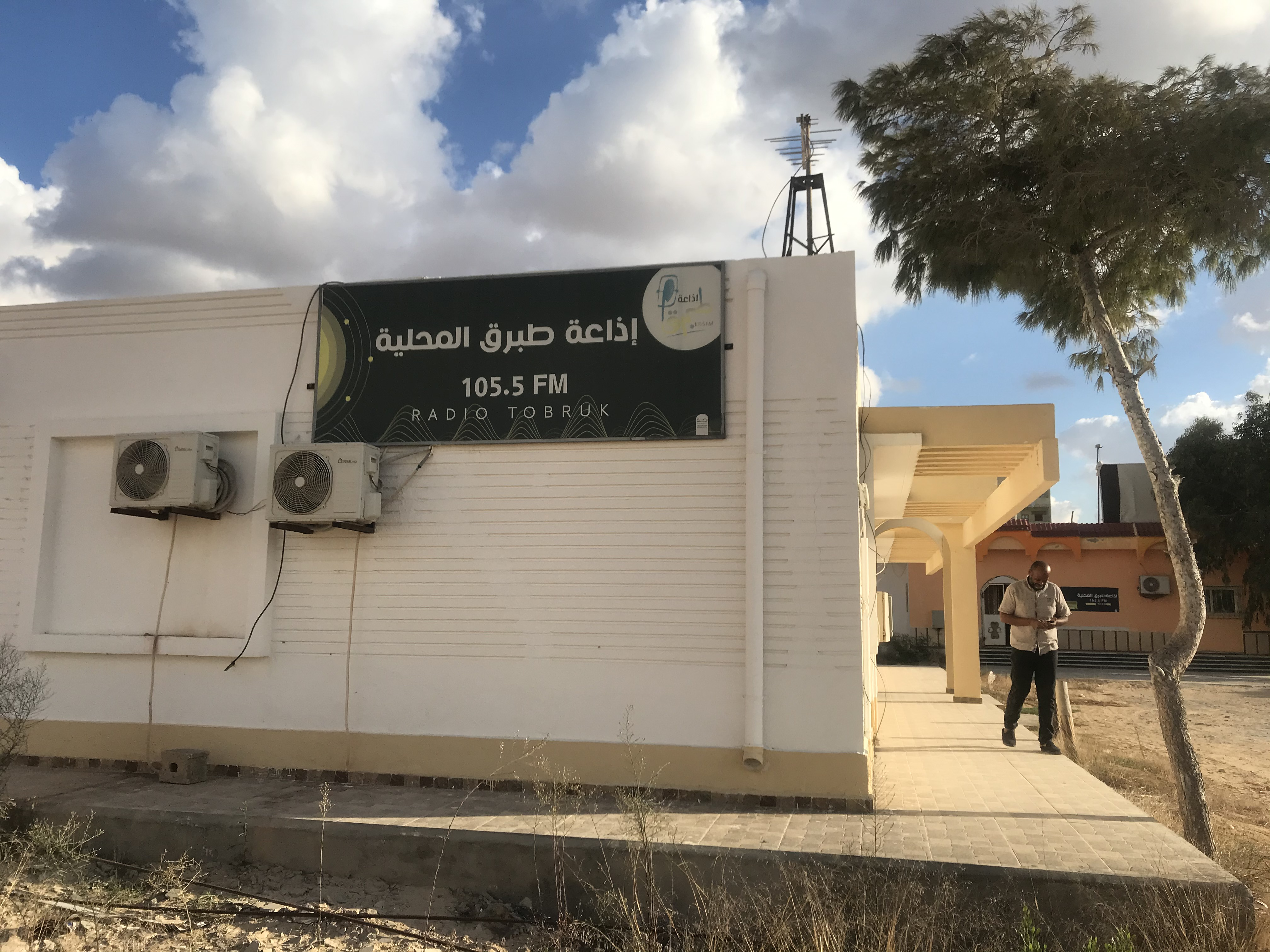
إذاعة طبرق المحلية

### التسمية
إذاعة البطنان المحلية هو الإسم الذي أطلق عليها منذ التأسيس في عام 1999 وبعد أندلاع أحداث ثورة فبرايرسميت إذاعة طبرق الحرة بنفس التردد والمرة الثانية في العام 2012 بمسمى إذاعة طبرق المحلية وتغير ترددها ليصبح 105.5 أف أم، ولوجود إذاعة محلية ثانية تحت مسمى إذاعة الوطن بنفس المقر الذي توجد فيه إذاعة طبرق رأت مؤسسة الإذاعة والتلفزيون ورئيسها أنذاك حاتم العريبي دمج الإذاعتين في إذاعة واحدة.

## النطاق والمحتوى
تردد الإذاعة 105.4 اف أم على الموجة القصيرة  وتغطي النطاق الجغرافي لمدينة طبرق الممتد من عين غزالة غربا إلى القعرة شرقا وتهتم إذاعة البطنان المحلية أو إذاعة طبرق المحلية بالشأن المحلي الخدمي والإخباري والإعلاني.
وتميز محتوى الإذاعة بالبرامج الشعبية والتراثية.وكغيرها من الإذاعات المحلية ناقشت قضايا الشارع من خدمات ومشاكل اجتماعية ومعيشية وقصور في تقديم الخدمات الضرورية للمواطنين مثل برنامج «نقاش» و«المواجهة» و«قضايا» و«حديث المدينة».

## تطوير وتحديث
كانت بداية العمل في استديو إذاعة البطنان بالأجهزة القديمة وجلبت من مدينة بنغازي تسمى هذه الأجهزة «ناقرة» للعرض والتسجيل بواسطة أشرطة «ريل». وفي السنوات اللاحقة من عمر الإذاعة استطاع مهندس الصوت بإذاعة البطنان خالد أدريس عبد القادر تطوير وتحديث أجهزة العرض والتسجيل وذلك بإدخاله جهاز الكمبيوتر بديلاً عن الأجهزة القديمة «الناقرة»، وربط الكمبيوتر على موزع الصوت (Mixer) الأمر الذي ساهم في سهولة الاستخدام وتوفير سعة كبيرة لتخزين وأرشفة المواد الإذاعية، بالإضافة إلى سرعة ودقة استخدام الكمبيوتر في عملية الإخراج والتنفيذ للبرامج الإذاعية.

## الرعيل الأول

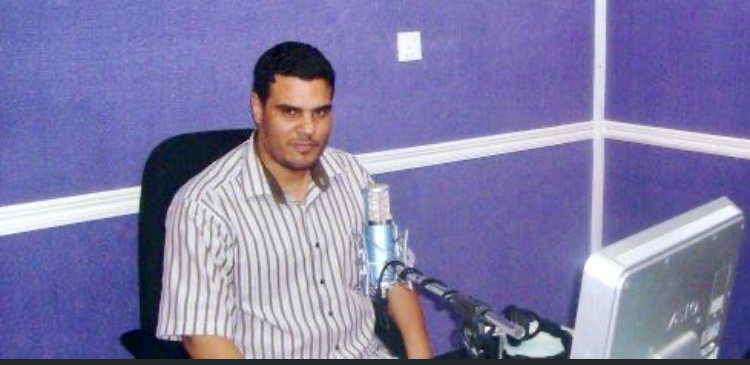
المذيع خالد محمود

قبل تأسيس إذاعة البطنان بأشهر تلقت مجموعة من الشبان والشابات تدريباً نظرياً وعملياً لمدة شهر كامل في مبنى معهد النفط سابقاً، عبد السلام خالد أول صوت إذاعي يعلن " هنا إذاعة البطنان المحلية على الموجة القصيرة أف أم  105.4.